# 타우리케의 이피게네이아
《타우리케의 이피게네이아》(고대 그리스어: Ἰφιγένεια ἐν Ταύροις, Iphigeneia en Taurois, 타우리스의 이피게네이아)는 에우리피데스가 쓴 고대 그리스 비극 작품이다.
아울리스에서 제물로 바쳐진 이피게네이아는 아르테미스에 의해 타국의 신전으로 옮겨져 아르고스 땅에서 온 이방인들을 제물로 바치는 사제의 역할을 수행한다. 십년 후 어머니에 대한 복수를 행하고 쫓겨온 자신의 남동생 오레스테스와 상봉하게 되어 함께 탈출한다.

## 내용
＜타우리스의 이피게네이아＞는 ＜아울리스의 이피게네이아＞ 후속편이다. 전쟁을 위해 제물로 바쳐진 이피게네이아가 살아남아 타우리스의 사제가 된 사연을 비추며 시작된다. 이어 전쟁이 끝난 뒤 고통스런 삶을 이어 가고 있는 인간들의 모습이 재현된다. 그리스 전군을 진두지휘했던 아가멤논은 아내의 손에 살해당했고, 오레스테스는 복수의 여신들에게 끝없이 쫓기는 신세다. 헬레네는 트로이와 그리스 여인들의 공공의 적이 되었고, 메넬라오스는 헬레네를 되찾았지만 고향으로 돌아가지 못한 채 망망대해를 헤맨다. 트로이 전쟁의 최초 희생자였던 이피게네이아만이 타우리스라는 낯선 땅에서 사제로서 소명을 다하며 무사한 날들을 보내고 있는 듯 보인다.
그리스 극에서 인간은 항상 왜소한 모습이다. 모든 것이 이미 운명으로 예정되어 있기 때문이다. 불가해한 신의 힘이 운명을 좌우하며 그 속에서 인간은 절대 의지대로 살아갈 수 없다. 모든 시련과 그 극복에 신의 뜻이 개입되다 보니 인간은 그저 신들의 놀이판 위에 놓인 말처럼 보인다. 하지만 에우리피데스는 인간을 신들의 꼭두각시로 묘사하지 않는다. 오히려 이성을 발휘해 절제하는 인간, 인간적 존엄과 가치를 실현하는 인간상을 제시한다. 이피게네이아는 대가를 바라지 않는 희생, 지극한 가족애, 용서를 베푸는 태도로 인간이 왜 만물의 영장인지를 보이는, 에우리피데스적 인간이라 할 수 있다.

## 등장 인물
- 이피게네이아 - 아가멤논의 딸, 아르테미스의 여사제
- 오레스테스 - 이피게네이아의 남동생
- 퓔라데스 - 오레스테스의 친구
- 코러스 - 포로로 잡혀 와 신전 하녀로 일하는 그리스 여인들
- 소치는 목자
- 토아스 - 타우로이족의 왕
- 아테네 - 지혜·전쟁·직물·요리·도기·문명의 여신

## 참고 문헌
- 에우리피데스, 천병희 역, 『에우리피데스 비극 전집 2』85~148쪽, 도서출판 숲, 2009.